# 井原ひかり
井原ひかり（いはら　ひかり、1992年3月28日 - ）は、日本のタレント。
大阪府出身。大阪音楽大学に在学する現役大学生で、愛称は「ぴかりん」又は「ひかりん」。

## 来歴・人物
2011年プリンセス大阪に出場してグランプリ受賞。共立製薬で2011年度の社外広報担当を務めた。現在は関西発キャラクターユニット『prom.5』（プロムファイブ）のメンバーとして活躍中。
趣味は歌うこと、ウォーキング。特技はピアノ。

## 出演

### テレビ番組
- ビーバップ!ハイヒール（朝日放送）